# Grandidierina fierinensis
Grandidierina fierinensis — вид сцинкоподібних ящірок родини сцинкових (Scincidae). Ендемік Мадагаскару.

## Поширення і екологія
Grandidierina fierinensis мешкають в регіоні Діана на півночі острова Мадагаскар, зокрема в горах Монтань-д'Амбр, на півночі Самбірано та, за деякими свідченнями, на острові Нусі-Бе. Вони живуть у вологих тропічних лісах.

## Збереження
МСОП класифікує цей вид як вразливий. Grandidierina fierinensis загрожує знищення природного середовища.